# 南尔岗站
南尔岗站（站牌彝文写作ꇂꇔꇤ/lap lyt ga））是一个成昆线上的铁路车站，位于四川省甘洛县玉田镇阿寨村，建于1970年，目前为四等站，邮政编码为616853。目前客运办理旅客乘降，不办理货运业务。
车站设有3条股道，部分站场建在玉田三线桥上。1970年铁路通车后玉田大桥开始出现沉降现象，至1975年发现有3个桥墩下沉，至1976年沉降已达到400毫米，横向移位600毫米。1978年成都铁路局对大桥进行整治工程，修建排架式抗滑桩并灌注混凝土74立方米，于1980年11月竣工:225。

## 事件
甘洛县公安局嘎日派出所原民警呷呷勒学和尔主木卡等9名联防队员在2003年12月至2004年5月间于成昆线南尔岗站参加铁路治安联防整治期间，先后9次在南尔岗站停留的货物列车上盗窃铁路运输物资，盗窃价值共计达2万余元人民币。2005年西昌铁路运输法院以盗窃罪分别判处尔主木卡等4年以下10个月以上有期徒刑，并处8000元至1000元不等的罚金；以窝藏、销售赃物罪，判处呷呷勒学有期徒刑二年，并处罚金8000元。